# 고하라촌 (히로시마현)
고하라촌(郷原村)은 히로시마현 가모군에 설치되었던 촌이다.

## 역사
- 1889년 4월 1일 - 정촌제 시행에 의해 가모군 고하라촌이 성립하였다.
- 1945년 9월 마쿠라사키 태풍으로 큰 피해를 입었다.
- 1956년 10월 1일 - 구레시에 편입해 폐지되었다.

## 참고문헌
- 『角川日本地名大辞典 34 広島県』。
- 『市町村名変遷辞典』東京堂出版、1990年